# Artevalencia

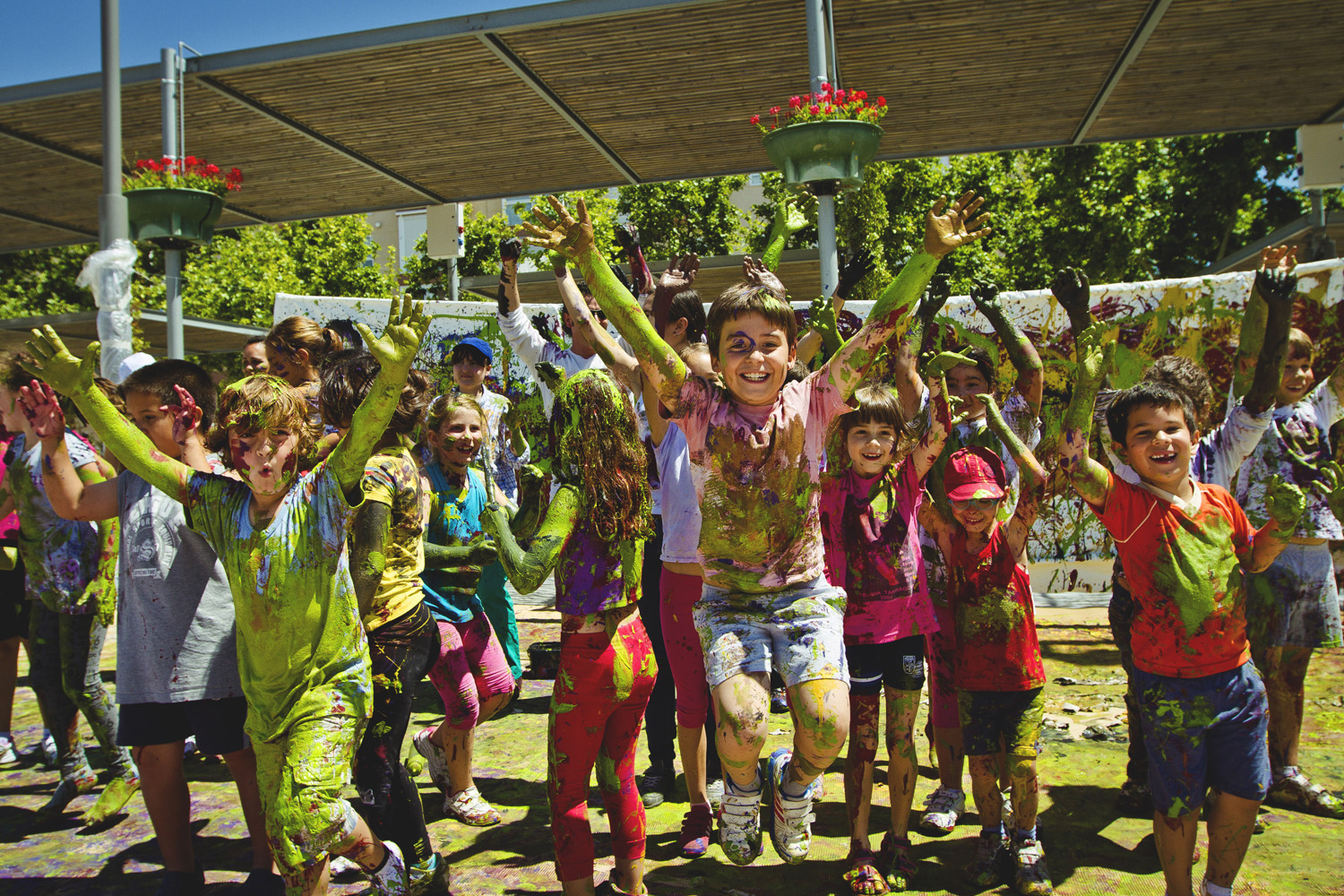
100 Diversidad Artevalencia Benicassim

Artevalencia es una asociación sin ánimo de lucro creada por artistas de la Comunidad Valenciana. Desde el año 2011 gestiona proyectos y actividades culturales encaminadas a un mayor desarrollo y difusión cultural de la Comunidad Valenciana. Su sede se encuentra en la ciudad de Valencia

## Historia
Desde su fundación en 2011 Artevalencia ha creado proyectos culturales como "100% Diversidad Arte sin Barreras" o la "Muestra de Arte de Benicasim" que se celebran anualmente en esta localidad en colaboración con la Concejalía de cultura.
En el año 2013 Artevalencia es declarada Entidad de voluntariado.

## Proyectos
- 100% Diversidad arte sin barreras

Acción artística en la que niños con diversidad funcional crean un mural abstracto en la vía pública y posteriormente tienen la oportunidad de verlo expuesto en una sala de arte.
- Muestra de arte de Benicasim MABE

Proyecto artístico consistente en exposiciones de reconocidos artistas de la Comunidad Valenciana, artistas emergentes, performance y acciones artísticas en la vía pública.
- Premio Nounat para jóvenes talentos artísticos de la Comunidad Valenciana.
- Perros Flacos. Arte sin censura. Exposición de artistas críticos con la actualidad política y social.
- Artevalencia Magazine

Magazine de arte y cultura de la Comunidad Valenciana.

## Miembros fundadores
- Leticia Reig
- Ismael Torres

## Miembros seleccionados
- Xavi Carbonell
- Ima Picó
- Vicente Greus
- Álex Alemany
- Luis Montolio
- Josep Francés
- Jaime Sanahuja
- Soledad Sevilla
- Pablo Llorens
- David Marqués
- Ismael El Jardinero